# Rudolf III. von Nidau

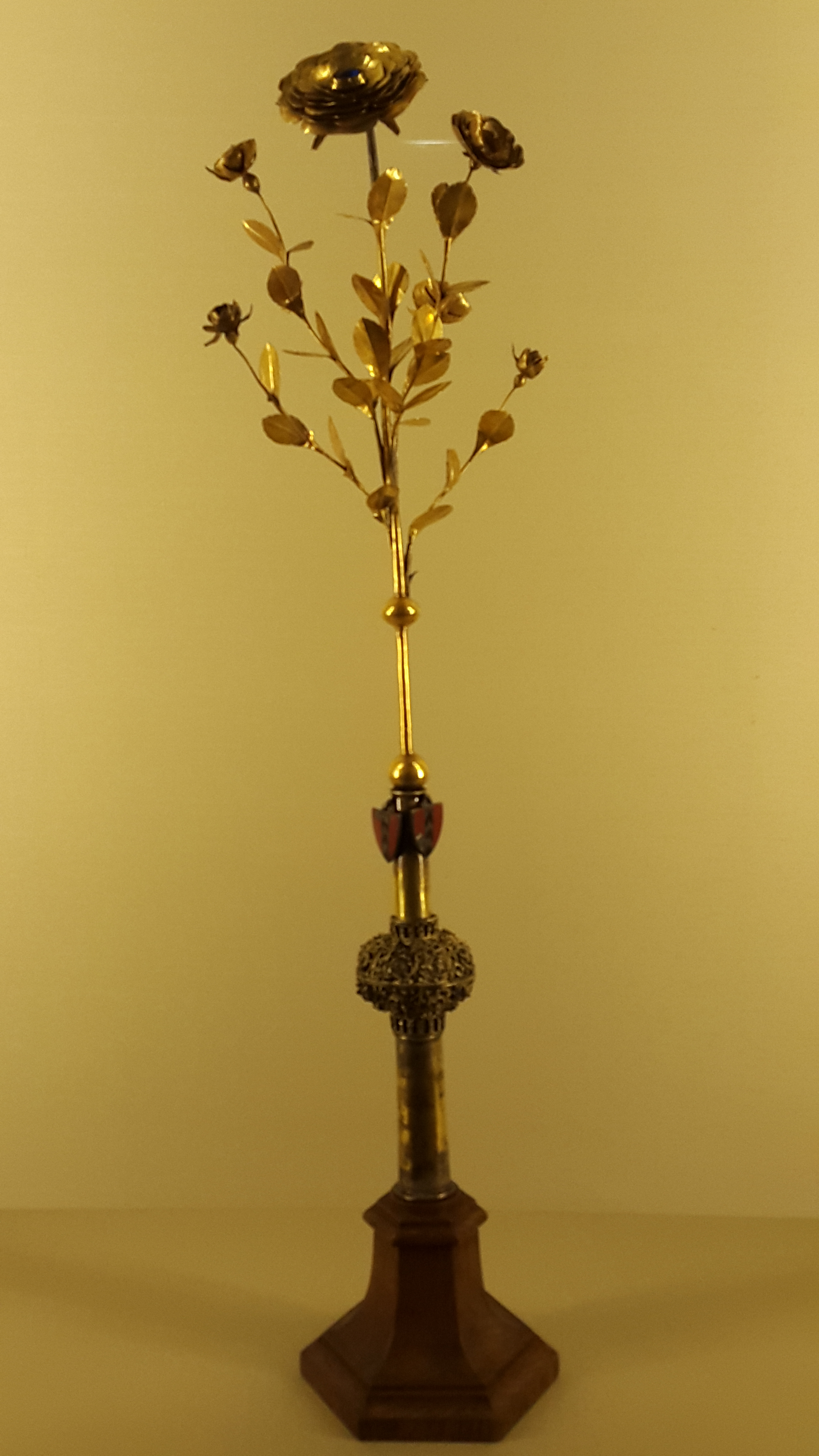
Goldene Rose für Rudolf III. von Nidau, 1330, Musée de Cluny (2015)

Rudolf III. von Nidau (französisch Rodolphe III de Nidau; † 21. Juni 1339 in Laupen) war Graf und Herr von Nidau. Mit seinem Bruder Hartmann, Propst in Solothurn und Basel, führte er das Geschlecht Neuenburg-Nidau zu hohem Ansehen.

## Leben
Rudolf wurde 1276 erstmals urkundlich erwähnt. Seine Eltern waren Rudolf II. von Nidau und Gertrud, Tochter des Berthold II. von Strassberg. Seine erste Ehefrau war Jonata, Tochter des Amadeus von Neuenburg. In zweiter Ehe heiratete er per Dispens 1329 Varenne, Tochter des Theobald von Neuenburg-Blamont.
Rudolf III. wurde 1308/1309 Herr von Nidau. Er begleitete 1312 König Heinrich VII. zur Kaiserkrönung in Rom und erhielt als Pfand Rheinfelden. Papst Johannes XXII. verlieh ihm 1330 eine Goldene Rose. Drei Jahre später beteiligte sich Rudolf am bernisch-habsburgischen Landfrieden. König Edward III. von England nannte ihn 1337 einen «Blutsverwandten». In den Jahren seiner Herrschaft erwarb er unter anderem Güter des kinderlosen Grafen Imer von Strassberg. Zu den Erwerbungen gehörten die Stadt Büren an der Aare (1317 bzw. 1327) und 1314 die Burg Alt-Falkenstein. Obwohl er Bern nahe stand, schloss sich Rudolf III. im Laupenkrieg der gegnerischen Koalition des Westschweizer Adels an und kam in der Schlacht von Laupen ums Leben.
Die Goldene Rose wurde Teil des Basler Münsterschatzes und gelangte nach dessen Aufteilung an das Musée de Cluny.

## Belege
1. 1 2 3  Peter Niederhäuser: Rudolf III. von Nidau. In: Historisches Lexikon der Schweiz.  24. Februar 2011.
2. ↑  Peter Niederhäuser: Rudolf II. von Nidau. In: Historisches Lexikon der Schweiz.  3. August 2009.

| Personendaten    | Personendaten            |
| ---------------- | ------------------------ |
| NAME             | Rudolf III. von Nidau    |
| ALTERNATIVNAMEN  | Rodolphe IV de Nidau     |
| KURZBESCHREIBUNG | Graf von Neuenburg-Nidau |
| GEBURTSDATUM     | 13. Jahrhundert          |
| STERBEDATUM      | 21. Juni 1339            |
| STERBEORT        | Laupen                   |